# Ottaviano Targioni Tozzetti
Ottaviano Targioni Tozzetti ( Florencia 10 de febrero de 1755 – Pisa, 6 de mayo de 1826 ) fue un médico y botánico italiano.

## Biografía
Ottaviano Targioni Tozzetti, hijo de Giovanni Targioni Tozzetti, se licenció en Medicina en la Universidad de Pisa en 1772 y, ese mismo año, obtiene el permiso para el ejercicio de la profesión médica. Torna a su ciudad natal con la muerte del padre; en 1783 enseñaría Botánica en el Hospital de Santa Maria Nuova, dirigiendo al mismo tiempo el Jardín Experimental.
En 1773, con la abolición de la cátedra de Botánica en el Arcispedale, asume la enseñanza de la misma disciplina en el Museo de Historia natural de Florencia (Museo Real), con la dirección de A. Zuccagni, y en 1802 en el Ateneo de Pisa, donde probablemente falleció en 1826 (otras fuentes hablan de 1829. Fue encargado provisoriamente en 1799 de desarrollar lecciones de Agricultura y de dirigir el Jardín de la Accademia dei Georgofili, asumiendo la titularidad definitiva en 1806. Fue también apasionado de la Mineralogía, ampliando notablemente las colecciones formadas por su padre.
A él se le deben, muchas publicaciones, un afortunado Dizionario botanico, además de reimprimir Istituzioni di Botanica (en 3 vols.), el importante Lezioni d'agricoltura (en seis vols.), donde se trata en especial modo de la flora de Toscana, y el Catalogo de las plantas de Pier Antonio Micheli.

## Algunas obras principales
- Sulle cicerchie. Memoria letta nell'adunanza della Accademia dei Georgofili di Firenze il di' 3 de agosto de 1785. Accresciuta adesso di note e di copiose aggiunte, stamperia Carlieri, Firenze 1793

- Lezioni di agricoltura specialmente Toscana, 6 vols. Tip. Piatti, Florencia 1802-1804

- Istituzioni botaniche, 3 vols. Tip. Piatti, Florencia 1802

- Lezioni di materia medica, Tip. Piatti, Florencia 1804

- Observationum botanicarum, 2 vols. s.e. Florencia 1808-1810

- Dizionario botanico italiano che comprende i nomi volgari italiani, specialmente toscani, e vernacoli delle piante raccolti da diversi autori, e dalla gente di campagna, col corrispondente latino linneano, 2 vols. Tip. Piatti, Flrencia 1809

- Minerali particolari dell'isola dell'Elba ritrovati e raccolti dal signor Giovanni Ammannati, Tip. Tofani, Florencia 1825

- Catalogus vegetabilium marinorum musei sui opus posthumum ad secundam partem Novorum generum plantarum celeberrimi Petri Antonii Micheli, Tip. Tofani, Florencia 1826

- La abreviatura «O.Targ.Tozz.» se emplea para indicar a Ottaviano Targioni Tozzetti como autoridad en la descripción y clasificación científica de los vegetales.[5]